# Devolved Parliament
Devolved Parliament è un dipinto dell'artista inglese Banksy, realizzato nel 2009. 

## Storia
L'opera è stata realizzata nel 2009 ed esposta a Bristol. Nell'ottobre del 2019, il dipinto è stato venduto dalla casa di aste Sotheby's per la somma di 11,1 milioni di Euro. Originariamente il dipinto era stato intitolato dall'artista Question Time e, solo successivamente, con gli eventi legati alla Brexit, ha assunto il nome attuale, oltre a subire alcune modifiche.

## Descrizione
Il quadro rappresenta il parlamento inglese, utilizzando uno stile accademico. Al posto dei deputati, però, vengono raffigurate delle scimmie. Il taglio dato dall'opera, pertanto, risulta essere satirico.

### Differenze tra le due versioni
Oltre ad avere cambiato il titolo dell'opera, Banksy ha apportato anche alcuni cambiamenti. Nella versione esposta a ottobre 2019 rispetto a quella iniziale esposta nel 2009, ad esempio, mancano i candelabri posti sul soffitto rendendo la scena più buia. Secondo la casa d'asta Sotheby's è sempre lo stesso dipinto che è stato rimaneggiato dall'artista.